# Гайок (пам'ятка природи)
Гайок — ботанічна пам'ятка природи місцевого значення в Україні. Розташована в межах Сумського району Сумської області, на північній околиці с. Гайок, на схилі балки в долині річки Сухоносівка – правої притоки р. Сумка, притоки р. Псел.

## Опис
Площа 0,5 га. Статус присвоєно згідно з рішенням облради від 30.08.2005 року. Перебуває у віданні: Садівська сільська рада. 
Статус присвоєно для збереження ділянки лісостепового ландшафту з багатим видовим різноманіттям. Тут зростають лікарські та регіонально рідкісні види рослин (скорцонера пурпурна та анемона лісова).